# Dettagli (brano musicale)
Dettagli (titolo originale in portoghese: Detalhes) è un brano musicale composto da Roberto Carlos ed Erasmo Carlos, tradotto da Bruno Lauzi e cantato da Ornella Vanoni, pubblicato come 45 giri Pazza d'amore/Dettagli  e inserito nell'omonimo album.

## Testo e significato
Il brano "Detalhes", di Roberto Carlos, è un viaggio sentimentale attraverso i ricordi e i segni lasciati da un amore passato. Il testo parla della difficoltà di dimenticare un grande amore e di come piccoli dettagli, nella vita quotidiana, fanno riaffiorare i ricordi di quel tempo passato. Allo stesso tempo, nonostante la relazione fa parte del passato, la tua presenza sarà costante nella vita della persona amata, attraverso piccoli momenti che risvegliano la memoria affettiva..

## Riconoscimenti
Nell'ottobre 2009 la rivista Rolling Stone Brasil aveva pubblicato un'edizione speciale con le 100 migliori canzoni brasiliane di tutti i tempi e Dethales è stata inserita all'ottava posizione de Le 100 migliori canzoni brasiliane di tutti i tempi.

## Versioni in portoghese
- 1971, Roberto Carlos
- Maria Bethânia
- Ivete Sangalo